# Сампайо Жуниор, Освалдо
Освалдо Карлос Сампайо Жу́ниор (порт.-браз. Oswaldo Carlos Sampaio Júnior; 20 августа 1939, Сорокаба — 9 февраля 2005, Рио-де-Жанейро), более известный под именем Паулистинья (порт.-браз. Paulistinha) — бразильский футболист, левый и правый защитник.

## Карьера
Паулистинья начал карьеру в молодёжном составе клуба «Ботафого» в 1958 году, куда попал по протекции форварда команды Амарилдо, который заметил его игру в одном из матчей и рассказал о нём руководству клуба. С молодёжным составом Паулистинья выиграл в 1958 и 1959 годах титулы чемпиона штата среди вторых составов и Кубок Антонио Гомеса де Авильяра. 5 июня 1958 года он дебютировал в основном составе команды в матче с «Португезой» (6:0). В 1961 году защитник выиграл с командой свой первый титул Чемпион штата, а затем ещё трижды повторял это достижение. Также он дважды побеждал на турнире Начала чемпионата Рио-де-Жанейро, трижды на турнире Рио-Сан-Паулу, один раз выиграл Кубок Гуанабара, а в 1968 году побели в розыгрыше Чаши Бразилии. Паулистинья играл за «Ботафого» на протяжении 11 лет. Последний матч за клуб футболист сыграл 19 июля 1969 года против клуба «Кампу Гранди» на Кубок Гуанабара. Всего за клуб Паулистинья провёл по одним данным 305 матчей, по другим данным 318 матчей и 10 встреч на турнире Начала чемпионата Рио-де-Жанейро и забил 6 голов. Завершил карьеру Освалдо в клубе «Баия».
После завершения футбольной карьеры Паулистинья работал тренером. Он стал первым бразильским тренером в Саудовской Аравии, позже был тренером национальной команды этой страны, а также тренировал сборную Ганы и ганский клуб «Обуаси Голдфилдс». В 1972 году, будучи тренером клуба «Тирадентес», он выиграл титул чемпиона штата Пиауи. В 1974 и 1977 годах он тренировал «Ботафого». Ещё работал с командами «Витория» из штата Эспириту-Санту, Сан-Бенту из Сорокабы, клуб «ССА Масейо». Последние годы жизни Паулистинья болел раком, из-за которого долгое время находился в больнице города Барретус

## Достижения

### Как игрок
- Чемпион штата Рио-де-Жанейро: 1961, 1962, 1967, 1968
- Победитель турнира Начала чемпионата Рио-де-Жанейро: 1961, 1962
- Победитель турнира Рио-Сан-Паулу: 1962, 1964, 1966
- Обладатель Кубка Гуанабара: 1967
- Обладатель Чаши Бразилии: 1968

### Как тренер
- Чемпион штата Пиауи: 1972

## Личная жизнь
Паулистинья был женат на мексиканке.